# Елефантида
Елефантида (III ст. до н. е.) — давньогрецька письменниця часів розквіту еллінізму, гетера.

## Життєпис
Про неї практично немає відомостей. Була відомою гетерою, мешкала у Александрії Єгипетській. Тут складала твори еротичного характеру, які були щось на кшталт керівництва з еротичних питань, сексуальних позицій. Ймовірно Елефантида складала свої твори з огляду власного досвіду.
Згадується істориком Светонієм при описі життя римського імператора Тиберія, в епіграммах Марціала, творі Галена.